# 역내기구

회원 자격이 중복되지 않는 여러 소규모 역내기구.

역내기구(Regional organization, RO) 또는 지역기구는 국제적인 회원을 통합하고 운영상 단일 국가를 초월하는 지정학적 실체를 포괄한다는 점에서 어떤 의미에서는 국제기구(IO)이다. 그러나 이 기구들의 회원 자격은 대륙과 같은 정의되고 고유한 지리나 경제 블록과 같은 지정학에 특징적인 경계와 경계로 특징지어진다. 이는 제한된 지리적 또는 지정학적 경계 내에서 국가나 단체 간의 협력과 정치적, 경제적 통합 또는 대화를 촉진하기 위해 설립되었다. 둘 다 제2차 세계 대전 이후 조성된 공통적인 발전 패턴과 역사, 그리고 세계화에 내재된 분열을 반영한다. 이것이 바로 이들 제도의 특징이 느슨한 협력에서 공식적인 지역 통합에 이르기까지 다양하기 때문이다. 대부분의 RO는 UN과 같이 잘 확립된 다자간 조직과 협력하는 경향이 있다. 많은 경우에 역내기구는 단순히 국제 기구로 언급되지만, 다른 많은 경우에는 특정 회원의 보다 제한된 범위를 강조하기 위해 역내기구라는 용어를 사용하는 것이 합리적이다.
RO의 예로는 아프리카 연합(AU), 동남아시아 국가 연합(ASEAN), 아랍 연맹(AL), 아랍 마그레브 연합(AMU), 카리브 공동체(CARICOM), 유럽 평의회(CoE), 유라시아 경제 연합(EAEU), 유럽 연합(EU), 남아시아 지역 협력 연합(SAARC), 상하이 협력 기구, 아시아-아프리카 법률 협의 기구(AALCO), 지중해 연합(UfM), 남미 국가 연합(USAN) 등이 있다.

## 같이 보기
- 국제기구
- 무역 블록
- 초국가적 연합